# Kokkolan Palloveikot
Il Kokkolan Palloveikot, abbreviato in KPV, è una società calcistica finlandese con sede a Kokkola. Milita in Ykkönen, la terza serie del campionato finlandese di calcio. È la squadra della comunità di lingua finlandese della città e si contrappone alla GBK, squadra della comunità svedese. Vanta 1 titolo nazionale, 2 finali di coppa nazionale e 2 partecipazioni alle coppe europee.

## Storia
Il KPV fu fondato nel 1930, ma solamente nel 1966 riuscì a conquistare la promozione in Mestaruussarja, vincendo il suo girone di Suomensarja. Nel 1969, alla sua terza stagione in massima serie, il KPV vinse il campionato, qualificandosi per la Coppa dei Campioni. La partecipazione alla Coppa dei Campioni 1970-1971 risultò in una doppia e pesante sconfitta contro il Celtic: 0-9 all'andata e 0-5 al ritorno. Nel corso degli anni settanta il KPV seppe mantenersi nelle parti alte della classifica della Mestaruussarja, conquistando un secondo posto nel 1973 e due terzi posti. Grazie al secondo posto guadagnò la partecipazione alla Coppa UEFA per l'edizione 1974-1975: anche in questa occasione l'eliminazione arrivò subito e con una doppia e pesante sconfitta contro il Colonia. Nel 1982 raggiunse la finale della Suomen Cup, venendo però sconfitto per 3-2 dall'Haka. Dopo aver passato alcune stagioni in seconda serie, nel 1989 fu promosso in massima serie, avendo così la possibilità di partecipare alla prima edizione della neonata Veikkausliiga. La presenza in massima serie durò un solo anno, con l'undicesimo posto e la conseguente retrocessione in I divisioona. Gli anni novanta videro un'alternanza di campionati in Ykkönen e in Kakkonen e due cambi di denominazione: nel 1994 il nome fu cambiato in Palloveikot Kokkola, mentre nel 1996 in Kokkolan Palloveikot Juniorit. Nel 2004 si tornò alla vecchia denominazione Kokkolan Palloveikot (KPV) e nello stesso anno, vincendo il proprio girone, conquistò la promozione in Ykkönen. Nel 2006 stupì tutti arrivando in finale di Suomen Cup, venendo sconfitto per 1-0 dall'HJK. Il KPV mantenne la categoria fino a una nuova retrocessione in Kakkonen, avvenuta nel 2011. Nel 2015 vinse prima il proprio girone di Kakkonen e poi sconfisse nello spareggio promozione l'Honka, ritornando in Ykkönen.

## Palmarès

### Competizioni nazionali
- Campionato finlandese: 1

1969
- Ykkönen: 2

1977, 1989
- Kakkonen: 3

1997, 2004, 2015

### Altri piazzamenti
- Campionato finlandese:

Secondo posto: 1973
Terzo posto: 1971, 1975
- Suomen Cup:

Finalista: 1982, 2006
Semifinalista: 2019
- Ykkönen:

Secondo posto: 2009, 2018, 2024
Terzo posto: 2017

## Statistiche

### Partecipazione alle coppe europee
| Stagione  | Torneo             | Turno                   | Nazione                   | Club    | Andata | Ritorno | Totale |
| --------- | ------------------ | ----------------------- | ------------------------- | ------- | ------ | ------- | ------ |
| 1970-1971 | Coppa dei Campioni | Sedicesimi di finale    | Scozia (bandiera)         | Celtic  | 0-9    | 0-5     | 0-14   |
| 1974-1975 | Coppa UEFA         | Trentaduesimi di finale | Germania Ovest (bandiera) | Colonia | 1-5    | 1-4     | 2-9    |

## Organico

### Rosa 2020
Rosa e numeri come da sito ufficiale, aggiornata al 13 settembre 2020.
| N. |                      | Ruolo | Calciatore                |
| -- | -------------------- | ----- | ------------------------- |
| 1  | Finlandia (bandiera) | P     | Joonas Myllymäki          |
| 3  | Serbia (bandiera)    | D     | Miloš Josimov             |
| 4  | Finlandia (bandiera) | D     | Juhani Pikkarainen        |
| 5  | Finlandia (bandiera) | D     | Ville Koskimaa (capitano) |
| 6  | Ghana (bandiera)     | C     | Isaac Shaze               |
| 7  | Finlandia (bandiera) | D     | Juri Kinnunen             |
| 8  | Finlandia (bandiera) | C     | Sebastian Mannström       |
| 9  | Finlandia (bandiera) | A     | Simo Roiha                |
| 10 | Germania (bandiera)  | C     | Hendrik Helmke            |
| 11 | Finlandia (bandiera) | C     | Joni Mäkelä               |
| 15 | Finlandia (bandiera) | C     | Santeri Mäkinen           |
| 16 | Finlandia (bandiera) | C     | Adam Vidjeskog            |
| 17 | Finlandia (bandiera) | D     | Noa Lehtonen              |

| N. |                               | Ruolo | Calciatore         |
| -- | ----------------------------- | ----- | ------------------ |
| 18 | Finlandia (bandiera)          | D     | Honar Abdi         |
| 19 | Macedonia del Nord (bandiera) | A     | Filip Ivanovski    |
| 20 | Finlandia (bandiera)          | C     | Harri Heiermann    |
| 21 | Finlandia (bandiera)          | D     | Timo Rauhala       |
| 22 | Finlandia (bandiera)          | P     | Teppo Marttinen    |
| 23 | Finlandia (bandiera)          | C     | Patrick Poutiainen |
| 27 | Mali (bandiera)               | D     | Aboubacar Doumbia  |
| 33 | Senegal (bandiera)            | D     | El-Hadji Gana Kane |
| 44 | Finlandia (bandiera)          | A     | Enoch Banza        |
| 64 | Finlandia (bandiera)          | C     | Benno Hanslian     |
| 67 | Finlandia (bandiera)          | P     | Oliver Lakanen     |
| 70 | Colombia (bandiera)           | A     | Yessy Mena         |